# Коюка-де-Каталан (муниципалитет)
Коюка-де-Каталан (исп. Coyuca de Catalán) — муниципалитет в Мексике, штат Герреро, с административным центром в одноимённом городе. Численность населения, по данным переписи 2010 года, составила 42 069 человек.

## Общие сведения
Существует две версии происхождения названия Coyuca: с языка науатль его можно перевести как место койотов, а с языка пурепеча — как утёс орлов; вторая часть названия — Catalán, было добавлено в честь генерала Николаса Каталана.
Площадь муниципалитета равна 3357 км², что составляет 5,28 % от площади штата. Он граничит с другими муниципалитетами Герреро: на севере с Пунгарабато, на востоке с Ахучитлан-дель-Прогресо, на юге с Текпан-де-Галеаной, Петатланом и Сиуатанехо-де-Асуэтой, на западе с Коауаютла-де-Хосе-Мария-Исасагой и Сирандаро, а также на севере граничит с другим штатом Мексики — Мичоаканом.

## Учреждение и состав
Муниципалитет был образован 9 апреля 1861 года, в его состав входит 385 населённых пункта, самые крупные из которых:

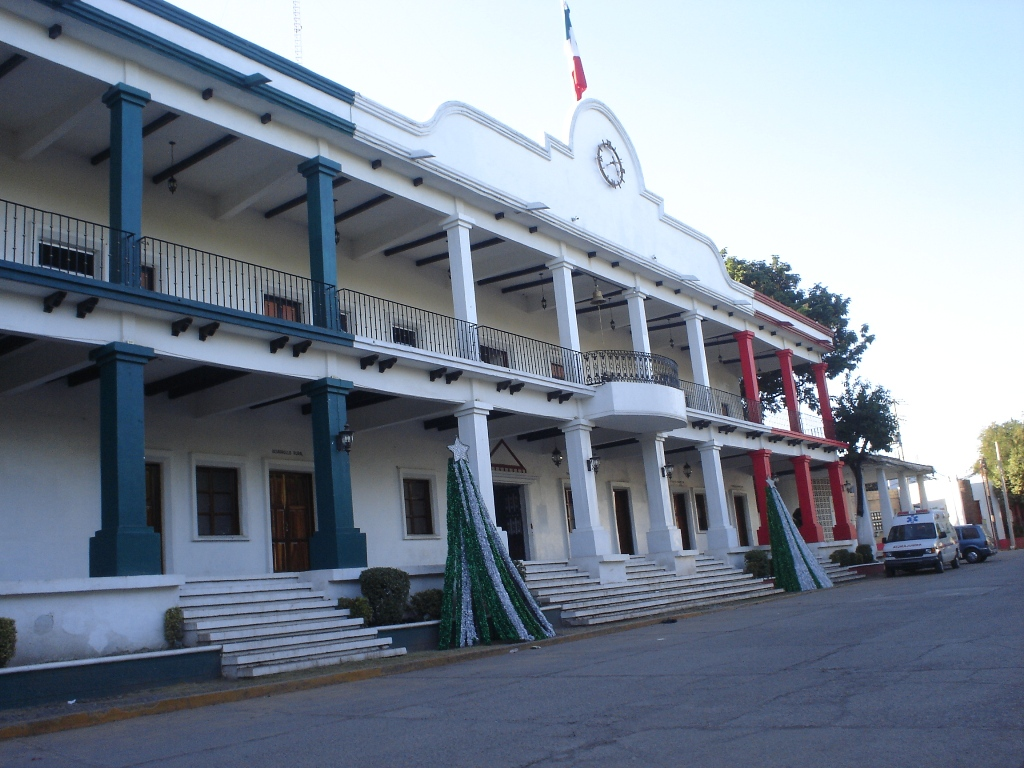
Здание администрации

| Код INEGI | Населённый пункт                                                   | Численность населения (2005 год) | Численность населения (2010 год) |
| 022       | Всего                                                              | 41 975                           | 42 069                           |
| 0001      | Коюка-де-Каталан (исп. Coyuca de Catalán) (административный центр) | 7 435                            | 6 857                            |
| 0003      | Амуко-де-ла-Реформа (исп. Amuco de la Reforma)                     | 2 661                            | 2 703                            |
| 0072      | Пасо-де-Арена (исп. Paso de Arena)                                 | 2 272                            | 2 260                            |
| 0079      | Пласерес-дель-Оро (исп. Placeres del Oro)                          | 1 693                            | 1 662                            |
| 0106      | Санта-Тереса (исп. Santa Teresa)                                   | 1 454                            | 1 486                            |
| 0073      | Патамбо (исп. Patambo)                                             | 1 076                            | 1 123                            |
| 0060      | Эль-Наранхо (исп. El Naranjo)                                      | 902                              | 927                              |
| 0077      | Пинеда (исп. Pineda)                                               | 842                              | 925                              |
| 0107      | Санто-Доминго (исп. Santo Domingo)                                 | 606                              | 873                              |
| 0007      | Арройо-Гранде (исп. Arroyo Grande)                                 | 727                              | 836                              |
| 0028      | Лас-Крусес (исп. Las Cruces)                                       | 923                              | 796                              |

## Экономическая деятельность
По статистическим данным 2000 года, работоспособное население занято по секторам экономики в следующих пропорциях: сельское хозяйство, скотоводство и рыбная ловля — 39,3 %, промышленность и строительство — 19,2 %, сфера обслуживания и туризма — 37 %.

## Инфраструктура
По статистическим данным 2010 года, инфраструктура развита следующим образом:

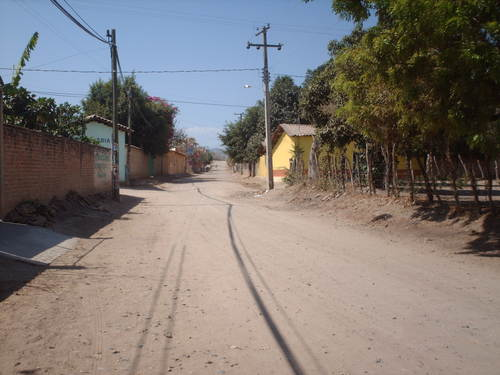
Улица Пинеды

- электрификация: 86,6 %;
- водоснабжение: 32,1 %;
- водоотведение: 71,2 %.

## Туризм
Основные достопримечательности:
- церковь „Santa Lucía“ в муниципальном центре;
- памятники в честь Ласаро Карденаса, Хосе Мария Морелоса, последнего императора ацтеков Куаутемока;
- древние постройки эпохи ацтеков: пирамиды, скульптуры, гробницы, поле для игры в мяч с настенными кольцами.

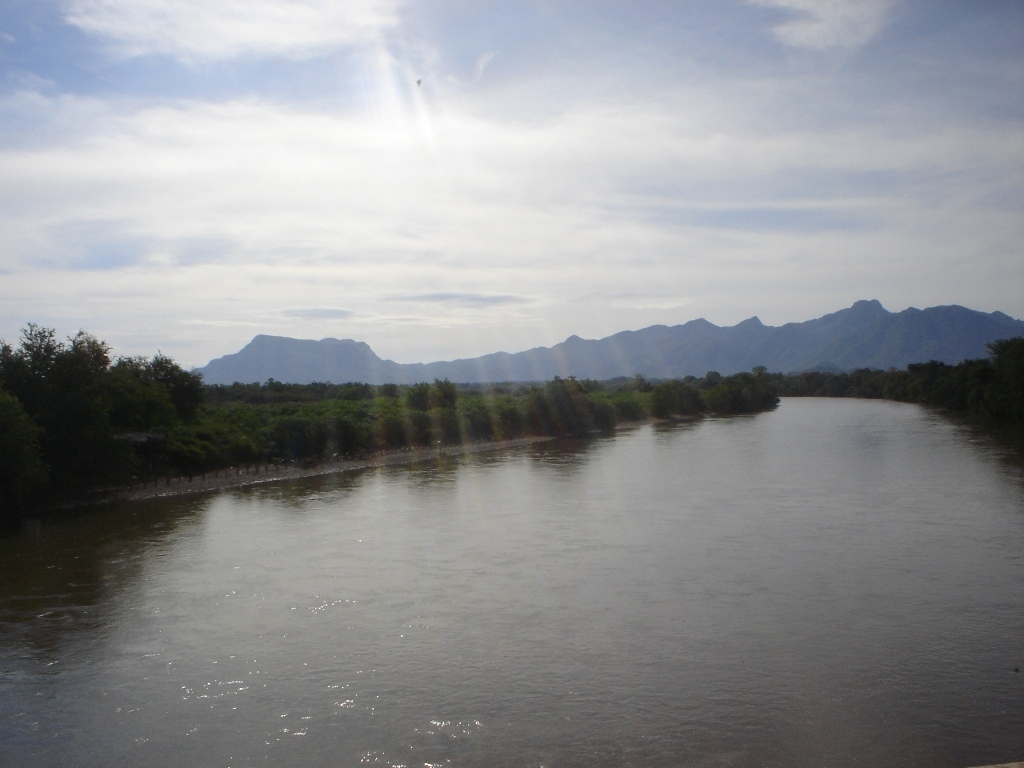
Река Бальсас